# Галкин, Элиот
Элиот Вашингтон Га́лкин (англ. Elliott W. Galkin; 22 февраля 1921, Бруклин, Нью-Йорк — 24 мая 1990, Балтимор) — американский музыкальный критик, дирижёр и музыкальный педагог.

## Биография
По окончании Бруклинского колледжа (1943) в 1946—1949 гг. изучал дирижирование в Париже (в том числе, частным образом, у Нади Буланже), а затем музыковедение в Корнеллском университете.
В 1960 г. там же защитил диссертацию, которую позднее в переработанном виде опубликовал как монографию «История оркестрового дирижирования: теория и практика» (англ. A History of Orchestral Conducting in Theory and Practice; 1988).
В 1955—1956 гг. стажировался в Венской государственной опере.
С 1957 г. преподавал в Консерватории Пибоди и дирижировал консерваторским оркестром, с 1964 г. заведовал кафедрой истории музыки. Одновременно с 1969 г. руководил музыкальными программами Университета Джонса Хопкинса. После того, как в 1977 г. Консерватория Пибоди стала подразделением университета, в течение пяти лет был её директором.
В 1962—1977 гг. выступал как музыкальный критик в газете Baltimore Sun.
В 1975—1977 гг. был президентом американской Ассоциации музыкальных критиков.